# Jan Krupka
Jan Zygmunt Krupka (ur. prawdopodobnie 12 października 1925) – polski działacz państwowy i społeczny, lekarz, w latach 1980–1984 przewodniczący Prezydium Wojewódzkiej Rady Narodowej w Chełmie.

## Życiorys
Z zawodu lekarz, po II wojnie światowej studiował na Wydziale Lekarskim Uniwersytetu Marii Curie-Skłodowskiej m.in. pod kierunkiem Tadeusza Kielanowskiego. W latach 1954–1991 pozostawał dyrektorem Sanatorium Przeciwgruźliczego w Adampolu, zajmował się także działalnością społeczną. W 1983 należał do założycieli Towarzystwa Przyjaciół Ziemi Włodawskiej, zasiadał w jego zarządzie. Przez wiele lat kierował także kołem łowieckim „Ponowa” we Włodawie.
Był radnym Wojewódzkiej Rady Narodowej w Chełmie, a w latach 70. i 80. przewodniczącym Wojewódzkiego Komitetu Frontu Jedności Narodu. 27 listopada 1980 został przewodniczącym Prezydium WRN w Chełmie. W 1984 na tym stanowisku zastąpiła go Urszula Hus.